# Carl Helmuth Wrangel
Carl Helmuth Wrangel, född 2 april 1894 på Säby i Aspö församling, död där 27 april 1977, var en svensk friherre, agronom, kapten och fideikommissarie till Säby i Södermanland. Han var son till Carl Herman Knut Wrangel och Sophia Charlotta Tamm. 
Efter hans död 1977 upplöstes fideikommisset Säby och såldes på auktion 1979.